# 达斡尔景观
达斡尔景观（或误译作外贝加尔山脉景观）是俄羅斯、蒙古國共有的世界遺產，位於達斡里亞南部，主要包含俄羅斯的達斡爾自然保護區、黃羊谷以及蒙古國的蒙古達斡爾自然保護區、呼和湖泊群、乌格塔木山。